# Danh sách sáng tác của Dmitri Shostakovich
Sau đây là các sáng tác của nhà soạn nhạc người Nga có quốc tịch Liên Xô Dmitri Shostakovich.

## Opera
- Cái mũi (1930)
- Quý bà Macbeth của quận Mtsensk (ca kịch) (1934-1963)
- Moskva (1959)
- Cheryomushki (1959)
- Những người chơi bài (không hoàn thành)

## Ballet
- Thế kỷ vàng
- Chiếc bù loong
- Dòng suối chói chang

## Hợp xướng
- Khúc hát về rừng (1949)
- Nhiều tác phẩm khác

## Giao hưởng
- Giao hưởng số 1 (1925)
- Giao hưởng số 2 (1927)
- Giao hưởng số 3 (1929)
- Giao hưởng số 4 (1936)
- Giao hưởng số 5 (1937)
- Giao hưởng số 6 (1939)
- Giao hưởng số 7 (1941)
- Giao hưởng số 8 (1943)
- Giao hưởng số 9 (1945)
- Giao hưởng số 10 (1953)
- Giao hưởng số 11 (1957)
- Giao hưởng số 12 (1961)
- Giao hưởng số 13 (1962)
- Giao hưởng số 14 (1969)
- Giao hưởng số 15 (1971)

## Cantata
Cuộc hành hình Stepan Razin (1964)

## Tổ khúc
- Hamlet (1932)
- Thế kỷ vàng (1934)

## Concerto

### Piano
- Số 1 (1933)
- Số 2 (1957)

### Riêng chodàn nhạc giao hưởng
- Số 1 (1948)
- Số 2 (1967)

### Cello
- Số 1 (1959)
- Số 2 (1967)

## Nhạc thính phòng

### Tam tấu
- Số 1
- Số 2

### Tứ tấu
- Số 1
- Số 2

### Ngũ tấu
Ngũ tấu cho piano cung Sol thứ

### Sonata
Dành cho nhiều nhạc cụ cùng hòa tấu.

### Tác phẩm dành cho piano
- 24 bản prelude và fuga.
- Nhiều tác phẩm khác.

## Ca khúc
- Các bản romance.
- Các bài hát.
- Dân ca cải biên.

## Thể loại âm nhạc khác
- Nhạc sân khấu
- Nhạc phim:

- Maxim trở về
- Người cầm súng
- Người công dân vĩ đại
- Berlin thất thủ
- Ruồi trâu

## Khác
Ngoài ra, Shostakovich còn có các bài báo và các bài bình luận.